# Municipio de Hindman
El municipio de Hindman (en inglés: Hindman Township) es un municipio ubicado en el condado de Monroe en el estado estadounidense de Arkansas. En el año 2010 tenía una población de 91 habitantes y una densidad poblacional de 1,51 personas por km².

## Geografía
El municipio de Hindman se encuentra ubicado en las coordenadas 34°39′30″N 91°4′31″O / 34.65833, -91.07528. Según la Oficina del Censo de los Estados Unidos, el municipio tiene una superficie total de 60.09 km², de la cual 58,4 km² corresponden a tierra firme y (2,8 %) 1,68 km² es agua.

## Demografía
Según el censo de 2010, había 91 personas residiendo en el municipio de Hindman. La densidad de población era de 1,51 hab./km². De los 91 habitantes, el municipio de Hindman estaba compuesto por el 76,92 % blancos, el 23,08 % eran afroamericanos. Del total de la población el 0 % eran hispanos o latinos de cualquier raza.